# Милаев, Евгений Тимофеевич

Могила Е. Т. Милаева на Новодевичьем кладбище

Евгений Тимофеевич Мила́ев (22 февраля (7 марта) 1910, Тифлис — 8 сентября 1983, Москва) — советский российский артист цирка (эквилибрист, акробат, клоун). Герой Социалистического Труда (1979). Народный артист СССР (1969).

## Биография
Родился 22 февраля (7 марта) 1910 года в Тифлисе (ныне Тбилиси).
Свои детство и юность провёл в Ростове-на-Дону, куда его родители перебрались вскоре после его рождения. Там пошёл в школу и впервые попал в цирк, который впоследствии стал главным смыслом его жизни. В юношеские годы увлекался спортом, выступал в концертах художественной самодеятельности.
В 1928 году занимался в спортивно-цирковой студии Дворец культуры железнодорожников (Лендворец).
В 1928 году начал работу в цирке. Выступал в различных жанрах: гимнаст на кольцах (1928—1929), затем совместно с Пантелеевым Николаем Павловичем и ещё одним акробатом, руководитель и участник группового акробатического номера «4−ЖАК» (1930—1934). С 1937 года выступал и как «белый клоун». В середине 1940-х годов перешёл на жанр эквилибристики (перш, ножные лестницы).
В 1930—1941 и с 1945 года выступал в цирках шапито Минска, Витебска, Могилёва, Гомеля и других городах Белорусской ССР.
В 1950 году создал уникальный номер — балансёры на двойной лестнице, исполнял вместе с партнёрами рекордные трюки. Выполнял уникальные номера: балансировал 9-метровую лестницу, на которой его партнёры демонстрировали серию гимнастических и акробатических трюков; аналогичный номер с першем; номер «Лестница на лестнице» — лёжа на вершине ножной лестницы, балансируемой Е. Милаевым, его партнёр балансировал вторую лестницу, на которой другой партнёр исполнял гимнастические трюки.
Группа под его руководством гастролировала за рубежом: в Китае, Швеции, Великобритании, Франции, Польше, ГДР, Японии, Италии, Австралии и Чехословакии.
В 1959—1960 годах — художественный руководитель Белорусского циркового коллектива.
В 1978—1983 годах — художественный руководитель и директор Московского цирка на Ленинских горах (ныне Большой Московский государственный цирк на проспекте Вернадского).
Член КПСС с 1952 года.
Умер 8 сентября (по другим источникам — 7 сентября и 7 апреля) 1983 года в одной из московских больниц. Похоронен на Новодевичьем кладбище (участок 10).

### Семья
- Первая жена — Анастасия Юрченко, умерла от заражения крови во время родов, детей (двойняшки) воспитывала его мать[6].
  - Дочь — Наталья Милаева (род. 1948), в номере отца выступала с 1958 года, сначала верхней, затем как нижняя. С 1981 года до начала 1990-х выступала с иллюзионным номером «Бермудский треугольник». Заслуженная артистка РСФСР (1980).
    - Внук — Евгений Борисович Милаев (1969—1990), с детства участвовал в номере деда, кроме того выступал с группой дрессированных собак в номере «Сценка на пляже». Погиб в автокатастрофе в Москве.
    - Внук — Виктор (род. 1976), цирковой артист, работал в номере дяди.

  - Сын — Александр (род. 1948), в номере отца выступал с семи лет, был верхним партнёром, затем нижним. С 1980 года — руководитель номера «Эквилибристы на ножных лестницах», повторил самые сложные трюки отца. Заслуженный артист РСФСР (1980).
    - Внук — Антон (род. 1980), цирковой артист, работал в номере отца.
- Вторая жена — Галина Сергеевна Трофимова (во втором браке — Кайдалова) (1930—2004). Есть свидетельство о разводе. Познакомились в 1948 году в Ленинградском цирке. После свадьбы некоторое время выступала в его номерах. После знакомства с Г. Брежневой развелись, но сумели сохранить нормальные отношения. В последние дни жизни Е. Милаева гостила у него. При ней он и умер[7].
- Третья жена — Галина Леонидовна Брежнева (1929—1998), дочь Л. И. Брежнева. Прожили около 10 лет, развелись в 1962 году.
  - Дочь — Виктория Евгеньевна Милаева (Филиппова, во втором браке замужем за Г. Варакутой) (1952—2018).
    - Внучка (дочь Виктории от первого брака) — Галина Филиппова (род. 1973), была замужем за инженером О. Дубинским.

## Награды и звания
- Герой Социалистического Труда (20.12.1979)
- Заслуженный артист Белорусской ССР (1954)
- Заслуженный артист РСФСР (15.10.1958)
- Народный артист РСФСР (23.10.1963)
- Народный артист СССР (30.09.1969)
- Орден Ленина (1979)
- Три других ордена
- Медали

### Участие в фильмах
- 1951 — На арене цирка (документальный)

## Память
- В марте 2010 года в Ростове-на Дону, на здании цирка, где артист начинал свою цирковую карьеру, установлена мемориальная доска[8].

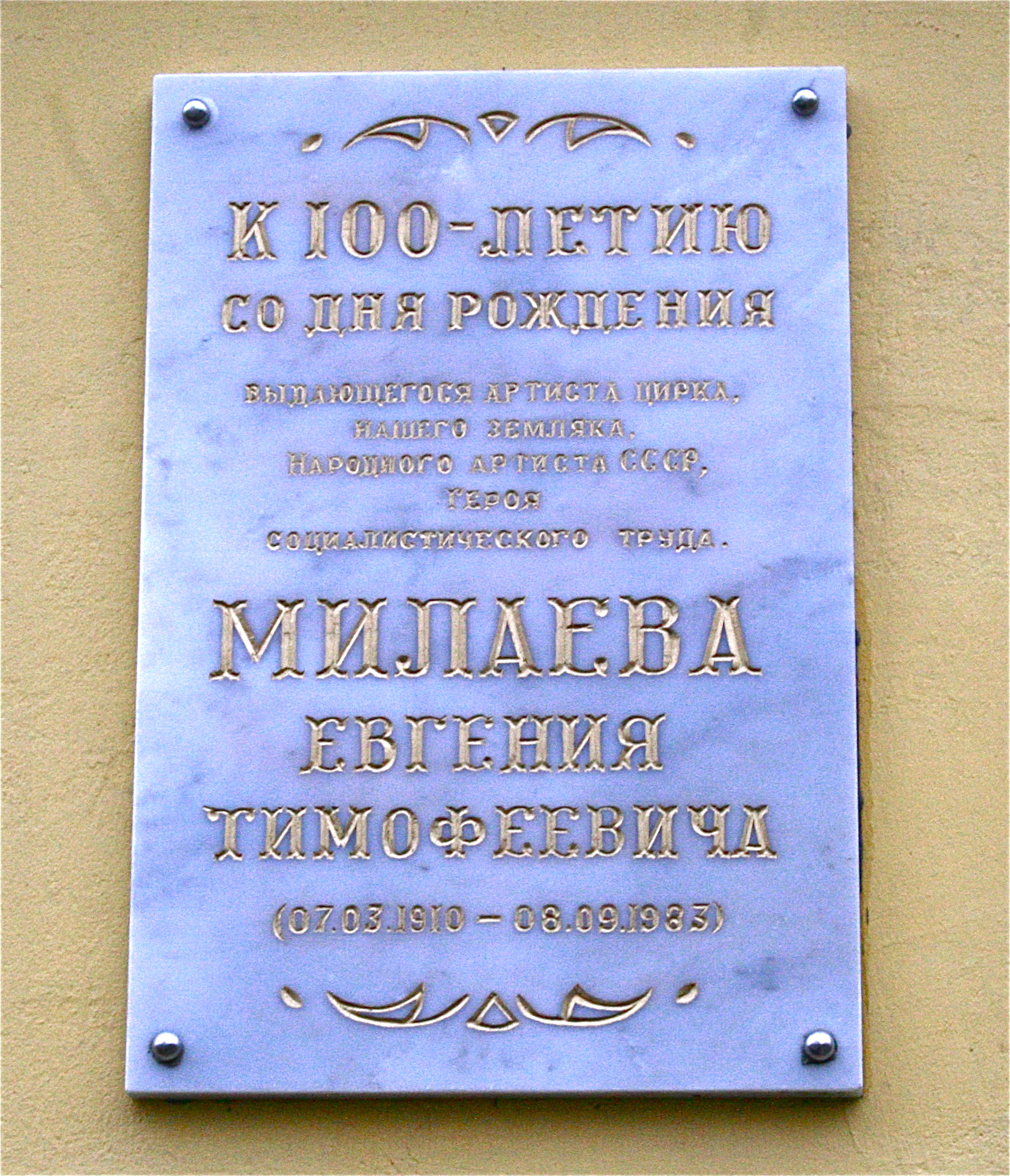
Мемориальная доска к 100-летию со дня рождения Милаева на здании Ростовского государственного цирка

## Киновоплощения
- В телесериале 2008 года «Галина» роль Евгения Милаева сыграл актёр Валерий Афанасьев.